# Göteborgs Akademiska Symfoniorkester
Göteborgs Akademiska Symfoniorkester (GASO) är en amatörorkester som bildades 1999 av studenter från Chalmers Tekniska Högskola och Göteborgs universitet.
Idag består orkestern av ett 50-tal musiker som tillsammans ger mellan 2 och 4 konserter per år.
Orkestern leds av Tobias Andersson som varit dirigent i orkestern sedan 2004.